# FC 리부른
FC 리부른(FC Libourne)은 프랑스에 있는 리부른을 연고로 하는 축구 클럽이다. 이 팀은 1935년에 창단되었다.